# Yen-Lo
Yen-Lo (även stavat Yen Lo och Yen Wang) är en dödsgud i kinesisk mytologi.
Yen-Lo fångar själarna hos dem som ska dö i enlighet med ödets gång så som guden Dong-Yo Da-Di, som även övervakar arbetet, beslutat. Jämför med Yama i hinduismen i Indien.